# Cipher Machines and Cryptology
Cipher Machines and Cryptology (deutsch: Chiffriermaschinen und Kryptologie) ist eine englischsprachige Website zum Thema Schlüsselmaschinen und Kryptologie. Sie wird vom belgischen Kryptologen Dirk Rijmenants betrieben.

## Geschichte
Die Website existiert seit 2004 und wird seitdem laufend erweitert und verbessert. Sie vermittelt umfassendes technisches Hintergrundwissen zum Thema sowie geschichtliche Informationen. Ein besonderer Fokus liegt auf Chiffriermaschinen des Zweiten Weltkriegs (1939–1945) und des Kalten Krieges (1947–1989).
Zu den Glanzstücken zählt ein Simulationsprogramm für die Enigma, das nahezu fotorealistisch das Aussehen sowie die Bedienung und Funktion der von der deutschen Wehrmacht im Zweiten Weltkrieg eingesetzten Schlüsselmaschine nachbildet. Die Simulation ist frei verfügbar und bietet eine kostenlose Nachbildung nicht nur der von Heer und Luftwaffe meistverwendeten Enigma I, sondern auch der von der Kriegsmarine eingesetzten Enigma-M3 und Enigma-M4.
Darüber hinaus werden weitere Schlüsselmaschinen aus der Kriegs- und Nachkriegszeit erläutert. Dazu gehören beispielsweise die M-209 und die BC-52, beide ursprünglich vom Schweden Boris Hagelin entwickelt und vom amerikanischen Militär eingesetzt, sowie die amerikanische KL-7. Auch hierfür werden Simulatoren frei zur Verfügung gestellt.
Eine Besonderheit sind die Challenges („Herausforderungen“): Hierzu hat Dirk Rijmenants mithilfe unterschiedlicher Verschlüsselungen realitätsnahe Geheimtexte erzeugt, die er, zusammen mit passenden (fiktiven) Hintergrundgeschichten, als Übung für den Leser als angehenden Codeknacker präsentiert. Es gibt die Enigma Cipher Challenge, die Crypto Box Challenge mit einer besonderen Transpositionschiffre, die Operation Tinker Bell, die Spionagechiffren thematisiert, und schließlich das mysteriöse Crow’s Cryptogram, das, obwohl bereits 2010 veröffentlicht, erst am 8. Februar 2023 vom ukrainischen Programmierer Oleksii Sylichenko als bisher Einzigem gebrochen werden konnte.